# Ranchería (rivier)
De Ranchería is een rivier in Colombia. De rivier is ongeveer 150 kilometer lang. De Ranchería stroomt door het Ranchería-bekken, dat naar de rivier genoemd is, gelegen in het departement La Guajira. De Ranchería ontspringt in de Sierra Nevada de Santa Marta op 3000 meter boven zeeniveau en stroomt naar het oosten door de vallei tussen dit hoogste kustgebergte ter wereld en de in het zuiden gelegen Serranía del Perijá, om hierna naar het noorden in de Caraibische Zee uit te monden bij de stad Riohacha.

## Steenkoolmijn
De Ranchería stroomt door een van de grootste mijnbouwgebieden voor steenkool, de El Cerrejón-mijn in Barrancas.